# Salem Saad
Salem Saad Mubarak Saad Al-Abadla, mais conhecido como Salem Saad (1 de setembro de 1978 - 18 de novembro de 2009), foi um futebolista dos Emirados Árabes que atuava como atacante. Saad morreu de um ataque cardíaco durante uma sessão de treinamento em novembro de 2009.